# Magomed Ozdojev
Magomed Mustafajevitj Ozdojev (ryska: Магомед Мустафаевич Оздоев), född 5 november 1992 i Groznyj, Ryssland, är en rysk fotbollsspelare (mittfältare) som spelar för grekiska PAOK..